# Stuart Hibberd (cầu thủ bóng đá)
Stuart Hibberd (sinh ngày 11 tháng 10 năm 1961) là một cựu cầu thủ bóng đá người Anh có 43 lần ra sân ở Football League thi đấu cho Lincoln City. Là một tiền vệ, ông cũng thi đấu ở Alliance Premier League cho Boston United và cho câu lạc bộ ở Northern Counties East League là Alfreton Town.